# 도가촌 (도야마현)
도가촌(利賀村)은 도야마현 히가시토나미군에 설치되었던 촌이다. 2004년 11월 1일에 주변 정촌과 합병해, 난토시의 일부가 되었다. 유일하게 접근이 어려운 촌이기도 하였다.
마을 이름은 가가 번의 초대 번주인 마에다 도시이에에서 유래했다.

## 지리
도야마 현의 남서부에 위치하고 기후현에 접한다

## 교육
- 도가 촌립 도가 초등학교(현재의 난토시립 도가 초등학교)
- 도가 촌립 도가 중학교(현재의 난토시립 도가 중학교)

## 교통

### 도로
- 도카이호쿠리쿠 자동차도
- 국도 156호선
- 국도 471호선

## 유명 출신인
- 후지모토 마사노부 (정치인) - 무사시노 시 제3대 시장
- 다나카 미키오(정치인) - 난토시 제2대 시장
- 다쓰로(코미디 연예인)